# Luigi Saraceni (politico 1937)
Luigi Saraceni (Castrovillari, 8 agosto 1937 – Roma, 2 giugno 2024) è stato un magistrato, avvocato e politico italiano.

## Biografia
Laureato in Giurisprudenza all'Università di Roma e magistrato per un trentennio, fu presidente della quinta sezione del Tribunale di Roma. Fu tra i fondatori di Magistratura Democratica e dell'Associazione Antigone.
Nel 1994 fu eletto deputato alla Camera per i Democratici di Sinistra, e riconfermato nel 1996, fino al 2001.
Conclusa l'esperienza parlamentare con i DS e i Verdi, intraprese la professione d'avvocato, difendendo la figlia Federica Saraceni, arrestata nel 2003 nell'inchiesta sulle nuove BR e condannata nel processo per l'omicidio di Massimo D'Antona.

## Opere
- Un secolo e poco più, Palermo, Sellerio, 2019.